# Adrián Juan Pelacchi
Adrián Juan Pelacchi (Buenos Aires, Argentina; 9 de diciembre de 1942- Ibidem, 22 de octubre de 2020) fue un jefe de la Policía Federal Argentina. Ejerció su cargo entre el 22 de julio de 1994 y el 22 de septiembre de 1997, pasando luego a desempeñarse como Secretario de Seguridad Interior en el gobierno del Presidente Dr. Carlos Saúl Menem. Durante sus años al frente de la jefatura se desplegaron políticas institucionales dirigidas a incorporar los conceptos de policía comunitaria, a profesionalizar sus cuadros técnicos y a consolidar los vínculos de cooperación internacional con agencias policiales europeas y americanas. 

## Reseña biográfica
Nació en la Ciudad de Buenos Aires, un 9 de diciembre de 1942, siendo hijo de Juan Bautista Pelacchi y de Carmen Pereira. Habitó toda su vida en la localidad de José Mármol, en el sur de Gran Buenos Aires. Tuvo 3 hijos (dos varones y una mujer) fruto de su matrimonio con Mirta Eva Fariña. Ingresó a la Escuela de Cadetes de la Policía Federal Argentina en el año 1961.  

## Jefatura
Luego de haberse desempeñado como jefe de Protección del Orden Constitucional en los últimos años de gobierno del Dr. Raúl Alfonsín y de haber sido Superintendente de Drogas Peligrosas y de Investigaciones a inicios de la década del 90, Pelacchi fue designado Jefe de la institución el día 22 de julio de 1994, secundado por el Comisario General Pablo Baltazar García. Su gestión se caracterizó por ser el primer intento de cambio de las formas clásicas de policiamiento que la Policía Federal (en esos momentos encargada de la seguridad pública de la ciudad de Buenos Aires) venía desplegando desde hacía décadas. Hechos notables como el eslogan “Al Servicio de la Comunidad” y la creación de mesas de diálogo vecinal fueron pasos en dirección a la implementación de un modelo de Policía Comunitaria. De igual modo, la aparición de un medio de comunicación como la señal de radio FM Federal y el semanario de distribución gratuita “La Federal” deben ser leídos  en la misma dirección. Por estos años y en el marco de la modernización de la imagen policial, se produjo la renovación del uniforme de calle de la Policía Federal, reemplazándose la camisa gris torcaza por el uniforme azul-negro que actualmente se utiliza.
Otro de los ejes de su jefatura pasó por elevar la calidad educativa de los cuadros policiales y su profesionalización. En el primero de los aspectos, destacan el otorgamiento de becas al personal para realizar estudios terciarios o universitarios, la creación del actual Colegio de Educación Media a Distancia (CEMAD) para aquellos suboficiales y auxiliares que no hubieran aún completado el ciclo secundario de estudios, la obtención del estatuto universitario para la Academia Superior de Estudios Policiales y su certificación por medio del Ministerio de Educación, y por último, la exigencia de contar con título terciario no menor a cuatro años de duración para acceder al ascenso a oficial jefe. En cuanto a lo segundo, logró que oficiales investigadores, forenses y de bomberos accedieran a importantes capacitaciones en el exterior, muchos de ellos vinculados a la problemática del narcotráfico y el terrorismo.
En esos mismos años que promediaban la década del 90 fueron creadas oficinas destinadas a investigar modalidades delictivas que ya entonces comenzaban a hacerse presentes: Delitos Ecológicos, Informática Criminal, o la Unidad Especial de Investigación de Crímenes contra Menores. También se acrecentó el despliegue federal en el interior del país a partir de la creación de Subdelegaciones en San Martín de los Andes y Río Grande, y los cuarteles de bomberos en los aeropuertos de Ushuaia, Puerto Iguazú y Bariloche.
Durante su gestión se implementaron los Grupos Especiales de Operaciones Federales (GEOF), unidades especialmente entrenadas para actuar en situaciones de toma de rehenes, misiones de contraterrorismo y antinarcóticos. Al igual que otros equipos similares del mundo, cuentan con capacidades y entrenamiento específico en el aspecto intelectual, físico, táctico y operativo, para llevar a cabo misiones de alto riesgo. Estas unidades también contribuyeron a potenciar la presencia operativa de la Policía Federal en el interior del país, con sedes establecidas en Tucumán y Rosario.

## Actuación como Secretario de Seguridad Interior
El 22 de septiembre de 1997, luego de dejar el comando de la institución, fue designado Secretario de Seguridad Interior, convirtiéndose así en el primer oficial de la Policía Federal Argentina en alcanzar el rango de Secretario de Estado. Su actuación en dicho cargo político duraría hasta abril del siguiente año. Durante esos meses merece destacarse la creación por medio del Decreto 1466/97 del Comité de Seguridad en el Fútbol que entre otras medidas disponía la obligatoriedad para los clubes de fútbol de instalar sistemas de CCTV en los estadios. 

## Labores en la esfera privada. Fallecimiento.
Luego de su alejamiento de la función pública se dedicó a la actividad privada, integrando la gerencia de la firma Aeropuertos Argentina 2000 y como conferencista sobre sus conocimientos y experiencia en seguridad pública. Sobre esta última materia publicó en el año 2000 un profundo estudio denominado “Tratado de Seguridad Pública” en el cual abordó de manera integral los diversos factores que inciden en la producción, prevención e investigación del delito. Falleció el 22 de octubre de 2020 y despidió sus restos el actual Jefe de la Policía Federal Argentina, Comisario General Juan Carlos Hernández.